# Francisco Rousset de Jesús y Rosas
Francisco Rousset de Jesús y Rosas o Francisco de Jesús María Rousset de la Rosa y Cardoso. (29 de enero de 1749 La Habana, Cuba - 29 de diciembre de 1814 San Juan de Imala, Sinaloa), cuarto obispo de Sonora, Sinaloa y California.  
La Historia del apostólico colegio de nuestra señora de Guadalupe de Zacatecas, contiene una breve reseña suya, como uno de sus prominentes miembros:
El V. Illmo. Sr. Obispo D. Fr. Francisco Rousset, fue natural de la Habana, de donde vino a México a dedicarse al comercio. Después de varios viajes comerciales emprendidos hasta Sonora, y habiendo establecido un almacén con un capital cuantioso, sufrió una enorme pérdida; pues se le incendió su establecimiento.
Conoció que el Señor no lo quería en el siglo, como antes de ser comerciante había hecho muy buena carrera de letras, se resolvió á pedir humildemente el santo hábito de Guadalupe, que se le concedió gustosamente, pues el joven Rousset se recomendaba por su misma presencia y modales, en que brillaba su virtud y grandeza de espíritu.
Profesó en 3 de mayo de 1775. Fue uno de los grandes Misioneros entre infieles, en la lejana Tarahumara; y se le condecoró por sus méritos con el cargo de Presidente de aquellas misiones. Fue tal su celo por la salvación de las almas; que se dio caso, y quizá más de una vez, que se hiciera bajar por medio de cordeles, á la profundidad de una barranca, para catequizar y bautizar algunos indios ancianos y enfermos.
Fue presentado por el rey de España para la Mitra de Sonora, que de buena voluntad le concedió la Santa Sede, en atención á sus grandes virtudes, dotes intelectuales é importantes servicios á la Santa Iglesia.
Se consagró en Zacatecas, por mano del Illmo. Sr. D. Juan Cruz Ruiz de Cabañas, dignísimo Obispo de Guadalajara, el día 5 de agosto de 1796.
En los manuscritos hay esta breve frase que en pocas palabras encierra un vasto panegírico:
Fue obispo ejemplarísimo, y muy celoso de los derechos de la Iglesia, por cuya defensa padeció mucho. ¿Qué mayor elogio? ¿Qué mejor narración para conocer la grandeza de este ilustrísimo hijo de Guadalupe?

Gobernó su Iglesia algunos años, y murió con la preciosa muerte de los amigos del Señor, en 29 de diciembre de 1814.

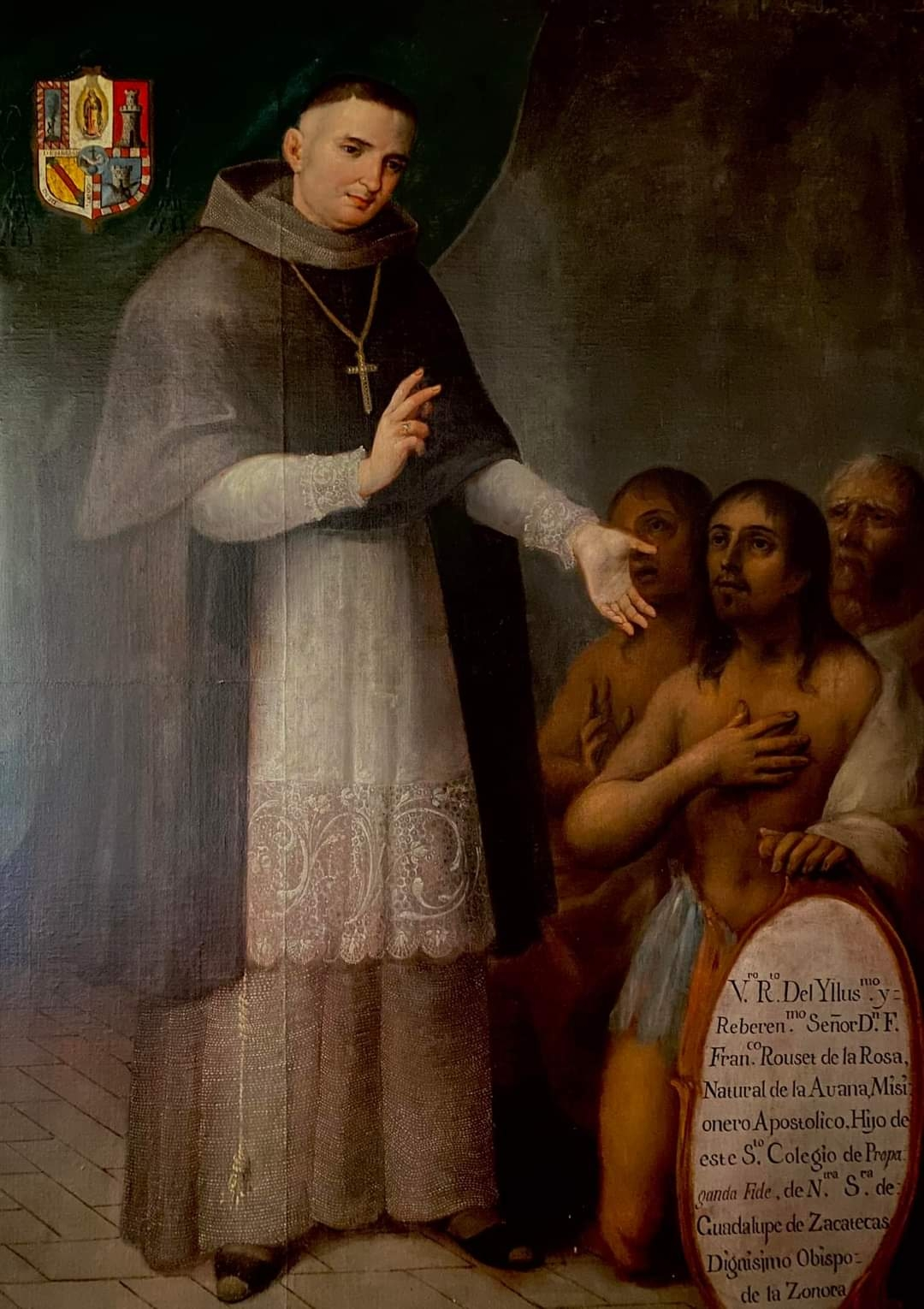
Juan de Saenz, Francisco Rousset de la Rosa

Sirvió en las misiones de la Sierra Tarahumara, ascendió a presidente de las mismas y fue preconizado obispo de Sonora por el papa Pío VI en consistorio de 15 de octubre de 1775. En abril del año siguiente ya estaba en funciones como "Obispo Electo" en el mineral del Rosario; dispuso que los párrocos y misioneros le rindieran un informe sobre el estado en que se encontraban sus respectivas jurisdicciones; el 14 de septiembre arribó a Arizpe, capital entonces de la gobernación y, en diciembre visitó la Parroquia de Álamos titulándose "Obispo Gobernador de esta Diócesis". Salió del Rosario el 15 de mayo de 1778 a verificar su consagración episcopal, dejando previamente nombrado gobernador de la mitra el licenciado Manuel M. Moreno, y logró su propósito en la iglesia parroquial de Zacatecas el 5 de agosto siguiente, por el obispo de Guadalajara, Don Juan Ruiz de Cabañas. En su Historia del apostólico colegio de nuestra señora de Guadalupe de Zacatecas, Francisco Sotomayor, reseña el acontecimiento:
En 1775 fue electo obispo de Sonora el M. R. P. Vicario del Colegio Fr. Francisco Rousset, quien se fue luego a gobernar su Diócesis. Las bulas vinieron de Roma al siguiente año. La consagración se hizo en Zacatecas en la iglesia parroquial por el limo. Sr. obispo de Guadalajara D. Juan Cruz Ruiz de Cabañas, en 1778, día 5 de Agosto. Fueron asistentes del limo. Sr obispo consagrante, el Sr. Arcediano Lic. Escandón, y el Sr. Tesorero Dr. Moreno. En Zacatecas se hicieron muchas y muy grandiosas demostraciones de júbilo, y el Sr. D. Buenaventura Arteaga, padrino principal, gastó en la función mas de diez mil duros.
Sin embargo, en El Libro de Visita de Fra
y Alonso Alcalde, 14 parte, se lee lo siguiente:
En la ciudad de Nuestra Señora de los Remedios de Zacatecas[2] [Al margen]
```
En el día sábado veinte y tres de marzo de mil setecientos setenta y seis años, como a las siete horas de la mañana, en prosecución de su actual y general visita, salió Su Señoría Ilustrísima en su coche, acompañado del bachiller don Juan Félix Márquez y Trillo, Cura propio y Vicario Juez Eclesiástico de la Villa del Sacramento, Real y Minas de Ojocaliente, y de toda su familia, para el Colegio Apostólico de Propaganda Fide // de Nuestra Señora de Guadalupe de Zacatecas,[3] distante de dicha villa más de ocho leguas de buen camino, y habiéndose despedido el citado Cura y demás vecinos honrados que salieron a distancia de tres leguas, siguió su caminata, y como a las once horas del día llegó al citado Colegio Apostólico, a cuyas inmediaciones salió a cumplimentar a Su Señoría Ilustrísima el bachiller don José Antonio Bugarín, Cura Rector y Vicario 
in capite
 Juez Eclesiástico de la ciudad de Zacatecas, y vecinos principales de ella, y habiendo entrado en la iglesia y hecho oración, dio su bendición al pueblo, y luego se retiró a la pieza destinada para su hospedaje. Y a la tarde del mismo día pasaron dos regidores a cumplimentar a Su Señoría Ilustrísima a nombre de la nobilísima ciudad de Zacatecas, y al día siguiente el Corregidor de ella, don José de Javaloyas. Y al día siguiente lunes veinte y cinco de marzo, en que se celebra el misterio de la Encarnación del Verbo Divino en las purísimas entrañas de María Santísima, y su Anunciación, celebró Su Señoría Ilustrísima órdenes particulares menores y confirió la primera clerical tonsura y cuatro menores grados // a los Padres fray Joachín Gallardo, fray Francisco Rousset y fray Luis María Anno Gómez, todos tres ---- religiosos del orden del Señor San Francisco y moradores de este Apostólico Colegio, en virtud de las patentes de su respectivo prelado, y dispensado el tiempo de los intersticios, mandando se les despachasen los correspondientes títulos.
[
3
]
```

Libro de Visita de fray Antonio Alcalde, 1776

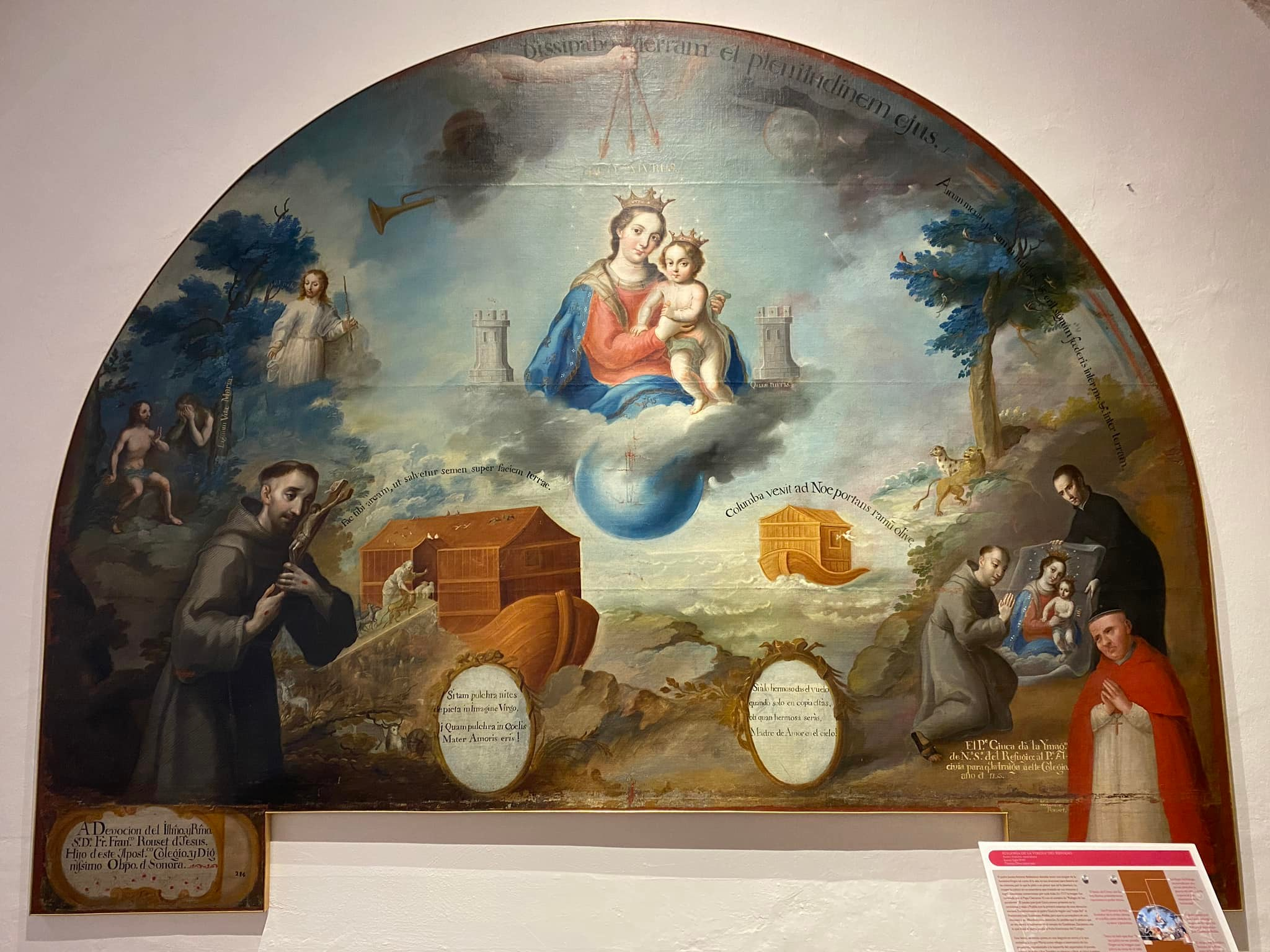
Alegorías de la Virgen del Refugio

A principios de 1799 estaba de regreso en Quilá y concluyó por establecer su sede en el Hospicio Episcopal de Culiacán. Desde entonces se fijó ahí definitivamente la residencia de los obispos, hasta 1883 en que se separaron Sonora y Sinaloa. Por pastoral de 8 de noviembre de 1804 ordenó a los párrocos que se encargaran de la propagación de la vacuna de la viruela en sus respectivas demarcaciones; posteriormente recomendó que mantuvieran en quietud a sus feligresías y en 1808 que colectaran donativos para la guerra en contra de las fuerzas napoleónicas que habían invadido España. Pugnó con el subdelegado real de Culiacán porque prohibió que en las procesiones el ayuntamiento precediera al cura párroco por ser contrario al derecho canónico; el subdelegado apeló a la Audiencia en Guadalajara y resolvió que el citado funcionario debería de ocupar el lugar siguiente al V. clero. Habiendo enfermado y quebrado a la vez la mano izquierda no podía atender los asuntos de su incumbencia, por cuyas causas nombró gobernador de la mitra al presbítero José Joaquín Calvo el 1 de agosto de 1810 y se retiró a San Juan de Imala. Allí falleció el 29 de diciembre de 1814 y su cadáver fue sepultado en la iglesia parroquial de Culiacán.
Franciscano en toda le extensión de la palabra, siguió siéndolo después de su ascensión al episcopado, pues vivió con la misma austeridad que en el claustro, y siempre mostró gran cariño por la Orden, y especialmente por su provincia. Para su consagración episcopal escogió el Colegio Apostólico de Guadalupe; al nombrar examinadores sinodales del obispado, designó a varios franciscanos distinguidos, y durante el tiempo de su pontificado residieron en Culiacán varios frailes menores, algunos por negocios de la Orden y otros porque impartían clases en la escuela de la localidad, o porque se encargaban de hacer la casa al prelado. Fray Francisco de Jesús María Rousset de la Rosa y Cardoso vivió y murió en apostólica pobreza. Es fama que su aceptación del obispado se debió a que Fray Francisco de Gamarra, que era su padre guardián, se la impuso como una obediencia. Su casa en Culiacán siempre estaba llena de niños a los que enseñaba los rudimentos del alfabeto y de la doctrina cristiana. En las tareas del ministerio no se diferenciaba de sus sacerdotes, pues se pasaba largas horas en el confesionario, y como si fuera el más humilde de ellos salía a oír las confesiones de los enfermos, a los que siempre ayudaba en alguna forma. Su caridad se derramaba entre las gentes más necesitadas, y a su muerte, los únicos bienes que se le encontraron, fueron: el breviario; libros necesarios para el estudio; dos pieles de cíbola; unas navajas de afeitar y una deuda de $90. El mejor elogio que de él se hizo, fue el siguiente “Siempre se conservó pobre, siempre humilde, siempre benigno, siempre religioso”.
Existe un óleo suyo en el colegio de Guadalupe en Zacatecas (colegio Apostólico), obra de Juan de Sáenz.
1. ↑  Pbr. Sotomayor, José Francisco (1889). «XV».  En Rafael Ceniceros y Villareal, ed. Historia del apostólico colegio de nuestra señora de Guadalupe de Zacatecas, desde su fundación hasta nuestros días, formado con excelentes datos. Zacatecas: La Rosa. p. 184. Consultado el 10 de junio de 2022.
2. ↑  «Pbro. José Francisco Sotomayor. Historia del apostólico colegio de nuestra señora de Guadalupe de Zacatecas, desde su fundación hasta nuestros días, formado con excelentes datos. Zacatecas : La Rosa, 1889. pp. 224-225». Pbro. José Francisco Sotomayor. Historia del apostólico colegio de nuestra señora de Guadalupe de Zacatecas, desde su fundación hasta nuestros días, formado con excelentes datos. Zacatecas : La Rosa, 1889. pp. 224-225.
3. 1 2  «Libro de Visita de fray Antonio Alcalde, 1776  14ª parte».
4. ↑  Almada, Francisco R. (2010).  Gobierno del Estado de Sonora, Instituto Sonorense de Cultura, ed. Diccionario de Historia, Geografía y Biografía Sonorenses (Cuarta Edición edición). Hermosillo. p. 746. ISBN 968-5755-39-6. «Pag. 615 ROUSET Y DE LA ROSA (Francisco)».
5. ↑  Vidales Soto, Nicolás; Cuellar Zazueta, Rina.  Creativos 7 Editorial, ed. DLa Independencia en las Provincias Internas de Occidente (Sonora y Sinaloa) (Primera edición edición). Culiacán. p. 327. «Pag. 232 FRANCISCO ROUSSET DE JESÚS, CRUZ PECTORAL Y ESPÍRITU FRANCISCANO.»
6. ↑  «Museo de Guadalupe: Esta representación en óleo corresponde a fray Francisco Rousset de la Rosa, que nació en la Habana, Cuba en 1749, se dedicó al comercio y a la enseñanza de las letras. A finales del siglo XVIII, misionó en Sonora y en el Colegio de Propaganda Fide de Guadalupe, Zacatecas. Catequizó y bautizó a indígenas y ancianos. Impartió clases de primeras letras a niños; de igual manera ayudó a pobres y a enfermos.  Juan de Saenz  “Fray Francisco Rousset de la Rosa”  Siglo XVIII».